# Gauche démocrate (Italie)
Pour les articles homonymes, voir Gauche démocratique.
La Gauche démocrate (en italien, Sinistra democratica) est un mouvement politique, fondé le 5 mai 2007 par les membres des Démocrates de gauche qui refusant de confluer dans le nouveau Parti démocrate (créé le 16 octobre 2007, par fusion des Démocrates de gauche avec les centristes de la Margherita) et voulant continuer à faire partie du Parti socialiste européen. Son leader provisoire était Fabio Mussi qui a été remplacé par Claudio Fava à la suite de l’échec électoral de 2008.
Le nouveau mouvement disposait, avant sa défaite électorale de 2008, de 21 députés (avec un groupe parlementaire) et de 10 sénateurs ainsi que de 4 députés européens (Parti socialiste européen). Il participe à une nouvelle coalition comprenant le Parti de la refondation communiste, le Parti des communistes italiens et la Fédération des Verts sous le nom de La Gauche - l’Arc-en-ciel. Les animateurs de son aile modérée refusant cette alliance ont rejoint le nouveau Parti socialiste.
En mars 2009, Gauche démocrate adhère à l’alliance Gauche et Liberté qui la réunit aux Verts et au Parti socialiste. Le parti se dissous ensuite dans cette alliance quand elle devient un parti politique unifié.